# Pierre-Lucien Martin
Pour les articles homonymes, voir Martin.
Pierre Lucien Martin, né le 3 juillet 1913 à Corancy dans la Nièvre et mort le 13 septembre 1985 à Paris, est un relieur d'art français. Il est l'un des plus remarquables relieurs d'art du XXe siècle, contemporain de Rose Adler, Paule Ameline, Paul Bonet, Robert Bonfils, Antoinette Cerutti, Georges Cretté, Henri Creuzevault, Germaine de Coster, Alain Devauchelle, François-Louis Schmied, etc.

## Biographie
Après sa formation à l'École Estienne (1927-1931), il travaille comme ouvrier dans des ateliers de reliure industrielle jusqu'en 1940. Il participe notamment à la mise au point du procédé Jotau de couverture en bakélite moulée. La Seconde Guerre mondiale marque un tournant dans sa carrière, devenu artisan il se lance dans la reliure à décor moderne, alliant recherche artistique et technique raffinée. Il est lauréat du Prix de la reliure originale.
En 1987, deux ans après sa mort, la Bibliotheca Wittockiana lui consacre une exposition.

## Sources
- Martin Pierre-Lucien (1913-1985) Encyclopædia Universalis
- Pierre-Lucien Martin : Catalogue, Bibliotheca Wittockiana, Bruxelles, 1987, 221 p.